# كريستين ميلتون
كريستين ميلتون (بالدنماركية: Christine Milton)‏ هي مقدمة تلفزيونية ومغنية دنماركية، ولدت في 18 يوليو 1985 في Amager ‏ في الدنمارك.

## وصلات خارجية
- الموقع الرسمي
- كريستين ميلتون على موقع IMDb (الإنجليزية)
- كريستين ميلتون على موقع ميوزك برينز (الإنجليزية)
- كريستين ميلتون على موقع ديسكوغز (الإنجليزية)